# Aktuboclymenia
Aktuboclymenia – rodzaj głowonogów z wymarłej podgromady amonitów, z rzędu Clymeniida.
Żył w okresie dewonu (famen).